# Sergio Rubio Ríos
Sergio Rubio Ríos (Ciudad de México, 27 de noviembre de 1956) es un exfutbolista y entrenador mexicano. Es hermano de la también exfutbolista María Eugenia Rubio, conocida como La Peque.

## Trayectoria

### Como jugador
Surgido en las inferiores de Cruz Azul, debuta como profesional el 31 de julio de 1977 en la derrota 2-1 ante Unión de Curtidores en La Martinica. Anotó su primer gol el 8 de febrero de 1981 ante el América, que terminó con triunfo 2-1 para Cruz Azul.
Fue parte de la selección mexicana que clasificó y disputó el Mundial Juvenil de 1977, donde alcanzaron la final del torneo ante la Unión Soviética, con la que perdieron desde los once pasos.
Con el club celeste fue campeón de la Primera División en las temporadas 1978-79 y 1979-80. En 1988, con el pase en sus manos, firmó con Guadalajara, donde se retiró a mediados de 1990.

### Como entrenador
Ha sido entrenador de clubes como los Colibríes de Morelos, Cruz Azul Oaxaca, Celaya, Tampico Madero, Estudiantes de Altamira y los Leopardos de Iztapalapa. El 6 de noviembre de 2020 fue presentado como director técnico de Fuerza Naranja, club de la tercera división profesional.

## Estadísticas

### Clubes
Actualizado a fin de carrera deportiva.
| Club        | País   | Año         | Partidos | Goles |
| ----------- | ------ | ----------- | -------- | ----- |
| Cruz Azul   | México | 1977 - 1988 | 307      | 2     |
| Guadalajara | México | 1988 - 1990 | 60       | 2     |

### Selección
Actualizado a fin de carrera deportiva.
| Selección       | Temporada     | Amistosos | Amistosos | Concacaf | Concacaf | Mundial | Mundial | Total | Total | Media goleadora |
| Selección       | Temporada     | Part.     | Goles     | Part.    | Goles    | Part.   | Goles   | Part. | Goles | Media goleadora |
| --------------- | ------------- | --------- | --------- | -------- | -------- | ------- | ------- | ----- | ----- | --------------- |
| Sub-20 · México | 1976          | —         | —         | 8        | 0        | —       | —       | 8     | 0     | 0,00            |
| Sub-20 · México | 1977          | —         | —         | —        | —        | 5       | 0       | 5     | 0     | 0,00            |
| Sub-20 · México | Total         | 0         | 0         | 8        | 0        | 5       | 0       | 13    | 0     | 0,00            |
| Adulta · México | 1979          | 2         | 0         | —        | —        | —       | —       | 2     | 0     | 0,00            |
| Adulta · México | 1980          | 4         | 0         | —        | —        | —       | —       | 4     | 0     | 0,00            |
| Adulta · México | Total         | 6         | 0         | 0        | 0        | 0       | 0       | 6     | 0     | 0,00            |
| Total carrera   | Total carrera | 6         | 0         | 8        | 0        | 5       | 0       | 19    | 0     | 0,00            |
| 1. 2.           |               |           |           |          |          |         |         |       |       |                 |

### Entrenador
- Actualizado hasta el último partido dirigido el 22 de mayo de 2021.

| Club                    | País   | Año         | PD  | G  | E  | P  | % v.   |
| ----------------------- | ------ | ----------- | --- | -- | -- | -- | ------ |
| Colibríes de Morelos    | México | 2003        | 13  | 3  | 3  | 7  | 30.77% |
| Cruz Azul Oaxaca        | México | 2004        | 19  | 7  | 7  | 5  | 49.12% |
| Celaya                  | México | 2007        | 18  | 10 | 6  | 2  | 66.67% |
| Tampico Madero          | México | 2008        | 2   | 0  | 0  | 2  | 0%     |
| Estudiantes de Altamira | México | 2010 - 2011 | 33  | 12 | 9  | 12 | 45.45% |
| Leopardos de Iztapalapa | México | 2017        | 26  | 9  | 5  | 12 | 41.03% |
| Fuerza Naranja          | México | 2020 - 2021 | 25  | 9  | 5  | 11 | 42.67% |
| Total                   | Total  | Total       | 136 | 50 | 35 | 51 | 45.34% |

## Palmarés

### Títulos nacionales
| Título           | Equipo    | País   | Año  |
| ---------------- | --------- | ------ | ---- |
| Primera División | Cruz Azul | México | 1979 |
| Primera División | Cruz Azul | México | 1980 |

### Títulos internacionales
| Título            | Equipo        | Sede        | Año  |
| ----------------- | ------------- | ----------- | ---- |
| Campeonato Sub-20 | México Sub-20 | Puerto Rico | 1976 |

## Vida privada
El 15 de septiembre de 2010 fue detenido por el delito de homicidio culposo de su esposa Bárbara Georgina Arguello, de 44 años de edad, luego de que Sergio manejara a exceso de velocidad su Ford Focus en el bordo de Zamora, terminando en un profundo barranco inundado por el agua de la lluvia. Su esposa no pudo salir de la unidad, debido al fuerte golpe que recibió en la meteórica caída del carro a la laguna.